# SS Vendia
El SS Vendia fue buque mercante a vapor danés, que fue hundido por el submarino alemán U-3 el 30 de septiembre de 1939.

## Historia
Era un carguero danés de 1150 toneladas construido en 1924 por Howaldtswerke AG, Kiel por Det Forenede Kulimportører, de Copenhague.

## Hundimiento
A las 10:40 h del 30 de septiembre de 1939, el SS Vendía sin escolta, sin armas y neutral fue detenido por fuego de ametralladora desde el U-3 a unos 35 km al noroeste de Hanstholm. Pero a 11:24 h, el buque de repente trató de embestir al submarino, que logró impactar a su popa mediante fuego de cañón automático y un torpedo y que le hizo perder su rumbo. El buque se partió en dos, y mientras la popa se hundió de inmediato, se produjo una explosión en proa después de a las 12:05 h. Seis sobrevivientes, entre ellos el Capitán, fueron recogidos por los alemanes y más tarde fueron trasladados trasladado al mercante a vapor danés SS Svava para su repatriación.